# كولن كامبل (لاعب كرة قدم)
كولن كامبل (بالإنجليزية: Colin Campbell)‏ (1 ديسمبر 1956 في المملكة المتحدة - ) هو لاعب كرة قدم بريطاني في مركز الوسط. لعب مع دندي يونايتد ونادي هيبرنيان ونادي أردريونيانز وEdinburgh University A.F.C. ‏ وThe Spartans F.C. ‏ ونادي ليفينغستون لكرة القدم.

## وصلات خارجية
- كولن كامبل على موقع قاعدة بيانات كرة القدم.إي يو (الإنجليزية)